# خفن کوچیکه
«خفن کوچیکه» تک‌آهنگی از هنرمند اهل ایالات متحده آمریکا آشر، نیکی میناژ است که در سال ۲۰۱۰ میلادی منتشر شد.